# Walter Lewin
Walter Hendrik Gustav Lewin (Den Haag, 29 januari 1936) is een Nederlands natuurkundige en sterrenkundige die tot 2013 als hoogleraar natuurkunde werkte  aan het Massachusetts Institute of Technology in de Verenigde Staten.

## Loopbaan
Hij bezocht het Grotius Lyceum in Den Haag. Daarna begon hij op de TU Delft en werd in 1957 bestuurslid van de Vereniging voor Technische Physica. Hij promoveerde in 1965 bij Aaldert Wapstra aan de Technische Universiteit Delft in de kernfysica. De titel van zijn proefschrift was Determinations of nuclear decay energies and conversion coefficients using coincidence techniques. Direct daarna, in januari 1966, begon hij aan het Massachusetts Institute of Technology bij de onderzoeksgroep röntgenastronomie, waarvan hij een van de pioniers is.
In december 2014 ontnam de universiteit Lewins emeritaat nadat een onderzoek van het Massachusetts Institute of Technology uitwees dat Lewin door grensoverschrijdend gedrag de regels van de universiteit had geschonden, door in een cursus in de herfst van 2013 een student online seksueel lastig te vallen.

## Lezingen en popularisatie
Lewin is bij het brede publiek vooral bekend geworden door zijn colleges en lezingen in de natuurkunde die op sommige televisiestations in de Verenigde Staten werden uitgezonden en inmiddels op internet te bekijken zijn. Zijn lezingen zijn op YouTube beschikbaar.

## Publicaties

### Boek
- Lewin, W., Van Paradijs, J. en Van den Heuvel, E.P.J. eds, X-ray binaries, Cambridge University Press 1997
- Lewin, W., Gek op Natuurkunde. Amsterdam: Thomas Rap, 2012 (oorspronkelijk: For the Love of Physics. New York, 2011)

### Artikelen
Meer dan honderd artikelen over röntgenastronomie zoals
- Lewin, Walter H.G., Jan van Paradijs, Ronald E. Taam (1993). X-ray Bursts. Space Science Reviews 62 (3-4): 223–389. DOI: 10.1007/BF00196124.

- D. Pooley, W.H.G. Lewin, S.F. Anderson, H. Baumgardt, A.V. Filippenko, B.M. Gaensler, L. Homer, P. Hut, V.M. Kaspi, B. Margon, S. McMillan, S. Portegies Zwart, M. van der Klis, & F. Verbunt (2003). Dynamical Formation of Close Binary Systems in Globular Clusters. Astrophysical Journal 591: L131–L134. DOI: 10.1086/377074.

- J. Miller, A. Fabian, R. Wijnands, R. Remillard, P. Wojdowski, N. Schulz, T. Di Matteo, H. Marshall, C. Canizares, & W. Lewin (2002). Resolving the Composite Fe K-alpha Emission Line in the Galactic Black Hole Cygnus X-1 with Chandra. Astrophysical Journal 578: 348–356. DOI: 10.1086/342466.

- D. Pooley, W. Lewin, L. Homer, S. Anderson, B. Gaensler, B. Margon, F. Verbunt, J. Miller, D. Fox, V. Kaspi & M. v.d. Klis (2002). Optical Identifications of Multiple Faint X-ray Sources in the Globular Cluster NGC~6752: Evidence for Numerous Cataclysmic Variables. Astrophysical Journal 569: 405. DOI: 10.1086/339210.

- C. Kouveliotou, J. van Paradijs, G. J. Fishman, M. S. Briggs, J. Kommers, B. A. Harmon, C. A. Meegan, W. H. G. Lewin (1996). Discovery of a New Type of Burster from the Galactic Center Region. Nature 379: 799. DOI: 10.1038/379799a0.

- M. v.d. Klis, J. Swank, W. Zhang, K. Jahoda, E. Morgan, W. Lewin, B. Vaughan, & J. van Paradijs (1996). Discovery of Sub millisecond Quasi-periodic Oscillations in the X-ray Flux of Scorpius X-1. Astrophysical Journal 469: L1. DOI: 10.1086/310251.

- W.H.G. Lewin, G.W. Clark and W.B. Smith (1968). Observation of an X-Ray Flare from Sco X-1. Astrophysical Journal (Letters) 152: L55. DOI: 10.1086/180177.